# عامر هروستانوویچ
عامر هروستانوویچ (انگلیسی: Amer Hrustanović؛ زادهٔ ۱۱ ژوئن ۱۹۸۸) یک کشتی‌گیر فرنگی‌کار اهل اتریش است. وی سابقه حضور در المپیک ۲۰۱۲ و المپیک ۲۰۱۶ را در ترکیب تیم ملی کشتی اتریش دارد. هروستانوویچ در مسابقات قهرمانی کشتی اروپا در سال ۲۰۱۴ موفق به کسب مدال برنز شد. او دارای تابعیت دوگانه اتریشی-بوسنیایی است.